# 4870 Shcherbanʹ
A 4870 Shcherbanʹ (ideiglenes jelöléssel 1989 UK8) egy kisbolygó a Naprendszerben. Ljudmilla Vasziljevna Zsuravljova fedezte fel 1989. október 25-én.